# Fédération européenne des syndicats de l’alimentation, de l’agriculture et du tourisme
La Fédération Européenne des syndicats des Secteurs de l’Alimentation, de l’Agriculture et du Tourisme (EFFAT de son nom en anglais : European Federation of Food, Agriculture and Tourism) est une fédération syndicale européenne, affiliée à la Confédération européenne des syndicats et à l'Union internationale des travailleurs de l'alimentaire, fondée en 2000. Son siège est à Bruxelles et son secrétaire général est Kristjan Bragason.

## Lien
Site officiel d'EFFAT